# تشارلز أ. سميث
تشارلز أ. سميث (بالإنجليزية: Charles A. Smith)‏ هو مهندس معماري أمريكي، ولد في 22 مارس 1866 في أوهايو في الولايات المتحدة، وتوفي في 1948.